# مصطفی سنگره
مصطفی سنگره (انگلیسی: Mustapha Sangaré؛ زادهٔ ۲۴ دسامبر ۱۹۹۸) بازیکن فوتبال اهل فرانسه است.